# Sberbank
PJSC Sberbank (russisk: Сбербанк) er en russisk statsejet bank og finansvirksomhed. Indtil 2015 blev den kaldt Sberbank of Russia. Det er den største bank i Rusland og Østeuropa med en omsætning på 40 mia. US $ og 281.000 ansatte.
I 1991, reorganiseres Russiske SFSR's bank til en kommerciel bank med navnet Sberbank of Russia.
Den russiske stat ejer 50 % af aktierne i Sberbank gennem Russian National Wealth Fund.
I 2015 havde banken 16.500 filialer fordelt på 22 lande. Banken har over 137 mio. privatkunder og over 1,1 mio. erhvervskunder.